# Campeonato Regional de Fútbol 2022 (Chile)
El Octagonal del Biobío 2022 fue la 22.º versión del Campeonato Regional de Futbol. Cuenta con la participación de 8 equipos de las regiones del Biobío, Araucanía y Ñuble. Los clubes participantes son Naval, Lota Schwager, Comunal Cabrero, Deportes Tomé, Independiente de Hualqui y CDSC Nacimiento del Biobío; Malleco Unido de la Araucanía y Deportivo CAPE del Ñuble.
El campeonato lleva por nombre Octagonal del Biobío, se juega en un formato de Play-off con Eliminación directa durante los meses de enero y febrero.
El campeón de esta edición fue Lota Schwager.

## Sistema

### Fases del torneo
- Primera Fase: Los 8 equipos participantes emparejaron 4 enfrentamientos de ida y vuelta, el ganador de cada llave pasó a la siguiente ronda, mientras que de los eliminados se clasificaron los 2 mejores perdedores.
- Segunda Fase: Al igual que la primera ronda, los clasificados realizaron 3 emparejamientos de ida y vuelta, los ganadores y mejor perdedor de la ronda pasaron a semifinales.
- Fase final: Los 4 equipos se enfrentaron a partido único de Eliminación directa hasta llegar a la final y definir el campeón.

### Reglas del torneo
El torneo se rige por las reglas que actualmente tiene la ANFA para la temporada 2023, a saber, que todos los participantes deben tener equipos sub-23.

## Participantes

### Equipos por Región
| Equipos                  | Región    | Ciudad     |
| ------------------------ | --------- | ---------- |
| Deportivo CAPE           | Ñuble     | San Carlos |
| Naval                    | Biobío    | Talcahuano |
| Lota Schwager            | Biobío    | Coronel    |
| Deportes Tomé            | Biobío    | Tomé       |
| Comunal Cabrero          | Biobío    | Cabrero    |
| CDSC Nacimiento          | Biobío    | Nacimiento |
| Independiente de Hualqui | Biobío    | Hualqui    |
| Malleco Unido            | Araucanía | Angol      |

| Lota Schwager Nacimiento Deportes Tomé Naval Independiente Hualqui Comunal Cabrero |

### Información
| Equipo                   | Ciudad     | Entrenador         | Estadio Principal         | Capacidad |
| Naval                    | Talcahuano | Jean Soto Carrillo | El Morro                  | 7.200     |
| Lota Schwager            | Coronel    | Alejandro Pérez    | Federico Schwager         | 4.000     |
| Deportivo CAPE           | San Carlos | Bandera de ?       | Complejo deportivo 4 AES  | -         |
| Independiente de Hualqui | Hualqui    | Cristián Gómez     | Municipal de Hualqui      | 1.200     |
| Malleco Unido            | Angol      | Raúl Robles        | Alberto Larraguibel       | 2.345     |
| Comunal Cabrero          | Cabrero    | Edgardo Abdala     | Municipal de Monte Águila | 1.000     |
| Deportes Tomé            | Tomé       | Roberto Muñoz      | Complejo CQ               | 1.000     |
| CDSC Nacimiento          | Nacimiento | John Munizaga      | Municipal de Nacimiento   | 1.200     |

## Primera Fase
| Primera ronda            | Primera ronda | Primera ronda    | Primera ronda |        |
| Equipo 1                 | Global        | Equipo 2         | Ida           | Vuelta |
| ------------------------ | ------------- | ---------------- | ------------- | ------ |
| Deportes Tomé ‡          | 3 - 4         | Naval            | 2 - 2         | 1 - 2  |
| Comunal Cabrero          | 2 - 1         | Deportivo CAPE ‡ | 0 - 0         | 2 - 1  |
| Malleco Unido            | 4 - 1         | CDSC Nacimiento  | 3 - 0         | 1 - 1  |
| Independiente de Hualqui | 1 - 3         | Lota Schwager    | 1 - 1         | 0 - 2  |

‡ Avanza como mejor perdedor

## Segunda fase
| Segunda ronda   | Segunda ronda | Segunda ronda  | Segunda ronda |        |
| Equipo 1        | Global        | Equipo 2       | Ida           | Vuelta |
| --------------- | ------------- | -------------- | ------------- | ------ |
| Deportes Tomé ‡ | 1 - 3         | Lota Schwager  | 0 - 2         | 1 - 1  |
| Malleco Unido   | 18 - 1        | Deportivo CAPE | 7 - 0         | 11 - 1 |
| Comunal Cabrero | 1 - 4         | Naval          | 0 - 2         | 1 - 2  |

‡ Avanza como mejor perdedor

## Fase final
|  | Semifinales   | Semifinales   | Semifinales   |               |               | Final         | Final | Final |  |
|  |               |               |               |               |               |               |       |       |  |
|  |               |               |               |               |               |               |       |       |  |
|  | Lota Schwager | Lota Schwager | 3             |               |               |               |       |       |  |
|  | Lota Schwager | Lota Schwager | 3             |               |               |               |       |       |  |
|  | Naval         | Naval         | 2             |               |               |               |       |       |  |
|  | Naval         | Naval         | 2             |               | Lota Schwager | Lota Schwager | 1     |       |  |
|  |               |               |               |               | Lota Schwager | Lota Schwager | 1     |       |  |
|  |               |               | Malleco Unido | Malleco Unido | 0             |               |       |       |  |
|  | Malleco Unido | Malleco Unido | Malleco Unido | Malleco Unido | 0             | 4             |       |       |  |
|  | Malleco Unido | Malleco Unido |               |               |               | 4             |       |       |  |
|  | Deportes Tomé | Deportes Tomé | 1             |               |               |               |       |       |  |
|  | Deportes Tomé | Deportes Tomé | 1             |               |               |               |       |       |  |
|  |               |               |               |               |               |               |       |       |  |

#### Resultados
|  | Malleco Unido | 4 - 1 | Deportes Tomé |  | Municipal de los Sauces   | 12 de febrero | 19:00 |
|  | Lota Schwager | 3 - 2 | Naval         |  | Municipal Bernardino Luna | 13 de febrero | 15:00 |

|  | Lota Schwager | 1 - 0 | Malleco Unido |  | Federico Schwager | 19 de febrero | 16:00 |

## Campeón
|               |
| Lota Schwager |
| 3.º título    |
|               |

## Goleadores
| Top 10              | Top 10        | Top 10 |
| Jugador             | Equipo        | Goles  |
| ------------------- | ------------- | ------ |
| Diego Chávez        | Malleco Unido | 8      |
| Diego Anguita       | Malleco Unido | 4      |
| Michael Garces      | Naval         | 4      |
| Alan Vergara        | Malleco Unido | 3      |
| Daniel Herrera      | Malleco Unido | 3      |
| Alejandro Rojas     | Malleco Unido | 3      |
| Ignacio Flores      | Naval         | 3      |
| Carlos Pezo         | Malleco Unido | 2      |
| Francisco Arancibia | Lota Schwager | 2      |
| Diego Gonzales      | Lota Schwager | 2      |